# Rotary Air Control Valve
RACV staat voor Rotary Air Control Valve en is een systeem in motorfietsen.
Dit systeem van de Honda GL 1800 GoldWing-motorfiets zorgt voor een constant stationair toerental, ongeacht de temperatuur en belasting. Het werkt samen met HPCS 3.
HPCS 3 is een samengesteld systeem dat voornamelijk tot doel heeft te voldoen aan de emissie-eisen.
Het systeem bestaat uit het PGM-FI-injectiesysteem, een grote airbox, een processor en een katalysator. Voor wat betreft de betekenis van de letters: waarschijnlijk staat HPCS voor Honda Power & Catalizing System.